# Убивство Луїзи Елліс
22 квітня 1995 року Луїза Елліс, 46-літня журналістка-фрілансер, зникла зі свого будинку в Оттаві, Онтаріо, після того як відправилася до свого колишнього хлопця на ночівлю у сусідній Квебек, щоб відсвяткувати день народження його доньки. Через два дні її автомобіль був знайдений покинутим у Вейкфілді, Квебек, з усіма її речами. Пошуки Луїзи Елліс тривали місяцями, і в липні 1995 року її цивільний партнер Бретт Морган знайшов її останки у віддаленій лісистій місцевості.

## Люди

### Луїза Елліс
Луїза Елліс народилася 23 червня 1948 року в Оттава, Онтаріо. Вона була письменницею, ілюстратором і журналістом-фрілансером, навіть написала дитячу книжку. Вона працювала на інших роботах, таких як «написання описів марок», уклала контракт на написання щорічника Пошти Канади, вона також писала для Canadian Geographic.

### Бред Морган
Бред Морган виріс в Едмонтоні, Альберта. Морган був одружений двічі, і обидві жінки боялися його через його схильність до насильства. Його перша дружина, Сандра на попередньому розслідуванні суду про його вбивство, описала, як вона вийшла заміж за Моргана у віці шістнадцяти років і була на сьомому місяці вагітності його дитиною. Їй вважалося, що Моргану на той момент було 18, а йому було лише 15. Сандра розповіла, що над нею зазнали насильства, в тому числі коли Морган душив її, притиснувши подушку до її обличчя. Вона перенесла викидень другою дитиною після того, як він неодноразово вдарив її кулаком у живіт після бійки. Сандра вирішила залишити Моргана, і планувала полетіти в Інувік, щоб бути з бабусею. Морган підслухав її плани, напав на неї та наставив на неї пістолет. Наступного дня Сандра та її син покинули Моргана і полетіли назад до Інувіка.
У 1975 році Бретт Морган зустрів Крістін в Едмонтоні, і вони разом переїхали в будинок, щоб заощадити гроші, і незабаром після цього вони познайомилися. Він і Крістін одружилися після того, як він запропонував розділити спадок своєї тітки, заявивши, що він не зможе отримати спадщину, якщо вони не одружаться. Крістін вирішила розірвати стосунки, коли їй зателефонував їхній орендодавець, сказавши, що Морган не сплачував їм оренду. По дорозі додому в Едмонтон Крістін оголосила про свій план піти, і Морган став жорстоким. Він зупинив машину і почав душити її. Крістін вдалося вискочити з машини після того, як дорогу перекрили RCMP внаслідок ДТП на дорозі. Невдовзі після цього Крістін виїхала, щоб жити у Флориді зі своєю матір'ю. Пізніше вона отримала безапеляційне розлучення.
Морган відбував свій 10-річний термін, коли вперше зустрів Луїзу Елліс. Він був засуджений за ненавмисне вбивство внаслідок задушення 21-річної Гвен Телфорд в її готельному номері 3 листопада 1978 року. Морган мав тривалі судимості до цього засудження, включаючи заволодіння вкраденим майном, підробленими документами та проникнення зі зламом так крадіжкою, за які він також відбував покарання.

## Події, які призвели до її зникнення
У 1992 році Луїза висвітлювала неправомірне засудження Девіда Мілгаарда, який був звинувачений і засуджений у вбивстві медсестри; Гейл Міллер. Вона познайомилася з Морганом під час слухання справи в 1993 році, коли він дав свідчення проти свого колишнього співкамерника Ларрі Фішера, який був справжнім виконавцем злочину. Вислухавши свідчення Моргана, вона була зворушена його бажанням виступити проти свого співкамерника і вирішила сказати йому про це, перш ніж він залишив зал суду.Вони почали листуватися, коли Морган все ще був у в'язниці, і Елліс почала відвідувати його у в'язниці, і він згодом переїхав до неї після звільнення. Через два місяці після спільного життя Елліс написала у своєму щоденнику про фізичні бійки, в які вони з Морганом потрапили. Жорстока поведінка включала, що Морган поливав їй голову пивом, і як він пробив дірку у дверях ванної під час сварки. Морган переїхав у підвальне приміщення в січні 1995 року, і після того, як у лютому того ж лютого було влаштовано приміщення на верхньому поверсі, Моргана попросили виїхати. Морган тимчасово повернувся до Елліса, плануючи виїхати до 1 травня.У 1992 році Луїза висвітлювала неправомірне засудження Девіда Мілгаарда, який був звинувачений і засуджений у вбивстві медсестри Гейл Міллер. Вона познайомилася з Морганом під час слухання справи в 1993 році, коли він дав свідчення проти свого колишнього співкамерника Ларрі Фішера, який був справжнім виконавцем злочину. Вислухавши свідчення Моргана, вона була зворушена його бажанням виступити проти свого співкамерника і вирішила сказати йому про це, перш ніж він залишив зал суду. Вони почали листуватися, коли Морган все ще був у в'язниці, і Елліс почала відвідувати його у в'язниці, і він згодом переїхав до неї після звільнення. Через два місяці після спільного життя Елліс написала у своєму щоденнику про те, що Морган задавав їй фізичної шкоди. Жорстока поведінка включала і те, що Морган поливав їй голову пивом, і також як він пробив дірку у дверях ванної під час сварки. Морган переїхав у підвальне приміщення в січні 1995 року, і після того, як того ж лютого було влаштовано приміщення на верхньому поверсі, Моргана попросили виїхати. Морган тимчасово повернувся до Елліс, плануючи виїхати до 1 травня.
Елліс почала помічати, що гроші з її особистої кредитної лінії та її чекового рахунку зникають. У січні 1995 року Морган підробив чек на 7000 доларів на особисту кредитну лінію Елліс. Інший чек на 5400 доларів був підроблений Морганом у лютому.

## Зникнення Луїзи Елліс
22 квітня 1995 року Луїза Елліс зникла після того, як залишила свій будинок в Оттаві, щоб поїхати до сусіднього Вейкфілда, Квебек, щоб відсвяткувати день народження дочки свого колишнього хлопця і переночувати. У неділю її цивільний чоловік сказав, що йому подзвонив колишній хлопець і сказав, що вона не приходила на ночівлю.
Автомобіль Елліс був знайдений того понеділка, 24 квітня 1995 року, залишеним на узбіччі дороги з сумкою та речами, замкненою на ніч. Автомобіль був у хорошому механічному стані, а в баку ще було багато бензину.
Морган звернувся до ЗМІ з проханням повернути свою дружину. Він також організував пошукові групи, які не змогли знайти жодних нових слідів.
Приблизно через місяць після того, як Елліс зникла безслідно, Морган запросив доступ до її маєтку.